# رامزي موير ويذرز
رامزي موير ويذرز هو ضابط ومهندس كندي، ولد في 28 يوليو 1930 في سكاربورو، تورنتو في كندا، وتوفي في 24 ديسمبر 2014 في أوتاوا في كندا بسبب نوبة قلبية.